# Le Teich
Le Teich è un comune francese di 6 608 abitanti situato nel dipartimento della Gironda nella regione della Nuova Aquitania.
Il territorio comunale ospita la riserva ornitologica del Teich.

## Società

### Evoluzione demografica
Abitanti censiti